# Groupe Smulders
Le groupe Smulders (Smulders Group Holdco B.V., ou Smulders MC Holding BV) est une holding néerlandaise qui a évolué d'une entreprise familiale (crée en 1966) en une multinationale industrielle (avec des filiales belges et polonaise, puis au Royaume-Uni (SLP Engineering), Danemark, France, Qatar (Iemants Qatar) et Abu Dhabi (ville) (Iemants Abu Dhabi)) spécialisé dans la construction métallique. 

Il fabrique, fournit et monte des structures en acier pour le bâtiment et des machineries, y compris et offshore (dans de domaine éolien notamment).
Après une période difficile pour la holding, une partie de ses filiales pourrait être achetées en 2013 par le groupe Eiffage.

## Organisation
Le groupe a structuré son activité en trois divisions :
- Smulders Wind Turbine Constructions, pour ses activités dans l'éolien[9], avec la production de nombreux mâts et fondations d'éoliennes offshore pour divers producteurs (Vestas, Gamesa Apoyos Metalicas, Emergya Wind Technologies, Repower Systems, Neg Micon, Tacke Micon, Tacke Windenergie, Fridia Windkaftanglagen, Südwind Energietechnik…)[1] ;
- Smulders High-grade Constructions, représentée par les entreprises belges Iemants NV et Willems Staalconstructies NV pour les autres activités de construction industrielles (sur terre et en mer), de génie civil (ponts…), projets archiecturaux neufs ou de rénovation en acier lourd[10] ;
- Division "machines"[1].

La holding regroupe également plusieurs entreprises :
- Smulders Machine-en Apparatenbouw BV (Pays-Bas)[1] ;
- SACO Airport Equipment BV (Pays-Bas)[1] ;
- Smulders Waste Technology BV (Pays-Bas)[1] ;
- International Bulk Handing Technology BV (Pays-Bas)[1] ;
- Thiel Techniek BV (Pays-Bas)[1] ;
- BTU Techlology BV (Pays-Bas)[1] ;
- Comatech BV (Pays-Bas)[1].

## Histoire du groupe
Après plus de 30 ans d'activités classiques dans la construction métallique, dans les années 1990, le groupe Smulders a commencé à construire des mâts d'acier pour des éoliennes terrestres.
Environ 10 ans plus tard, à la demande de constructeurs de turbines éoliennes, le groupe Smulders se lance dans la construction de fondations "monopiles"  en acier pour les parcs d'éoliennes offshore et devient pionnier puis leader sur ce marché en Europe avant de développer d'autres applications offshore (en particulier pour les nouveaux modèles d'éoliennes, plus haut et placés plus loin des côtes, sur des fonds plus profonds, exigeant d'autres types de fondations.
Le groupe Smulders a aussi développé un département Constructions de haute qualité qui produit notamment des « stations haute tension offshore ».
En  avril 2010, le groupe financier belgo-néerlandais d'investissement Bencis Capital Partners est devenu actionnaire majoritaire.
Mi-2013, Eiffage  a annoncé son intention d'acheter, via sa branche métal, les trois principales sociétés du groupe Smulders (Smulders, Iemants, Willems et Spomasz notamment actives dans le domaine de l'éolien offshore, et dont les sièges sont situés en Belgique, aux Pays-Bas et en Pologne), trois entreprises dont les activités reprises devraient correspondre en 2013 à environ 200 millions d'euros chiffre d'affaires (pour 770 salariés). Il s'agit pour Eiffage de renforcer son implantation en Europe du Nord et ses activités dans les domaines de la construction métallique offshore et des constructions para-énergétique et complexes métalliques.